# Исак Паси
Исак Соломон Паси е български философ, изкуствовед и културолог от еврейски произход.

## Житейски път
Исак Соломон Паси израства в семейството на Соломон Исак Паси – виден адвокат, общественик и испански вицеконсул в Пловдив. Завършва право в Юридическия факултет на Софийския държавен университет през 1950 г. Става асистент в катедрата по „Марксизъм-ленинизъм“ (1952 – 1959) към Философския факултет на СУ. През 1957 г. защитава докторска дисертация на тема „Г. В. Плеханов и марксическата естетика“. През 1971 г., на 43-годишна възраст, той вече е професор по естетика, доктор на науките. Изследванията му се простират в областта на историята на естетиката, естетиката, историята на западноевропейската литература.
Исак Паси членува в БКП. През 1993 г. в знак на протест срещу „декомунизационния“ закон „Панев“ проф. Паси се пенсионира и заявява, че не се отказва от идеите си по естетически съображения.
Баща е на българския политик Соломон Паси, бивш външен министър в правителството на Симеон Сакскобургготски.
Умира на 13 август 2010 г. в София.

## Научна и творческа дейност
Проф. Исак Паси има изключителен принос за приобщаването на българската култура към европейската философско-естетическа и литературна мисъл.
За своето духовно израстване и творческите си стремежи той споделя: „Когато се събудя сутрин, а това става някъде между 3 и 4 часа... преди да стана, нерядко си спомням съдбите на големите.“
Първото му есе (за Дон Кихот) е публикувано през 1964 г. в сп. „Литературна мисъл“. През следващите близо 50 години пише есета, монографии, философски миниатюри, спомени, пътеписи, автобиографични бележки, философски портрети и пр.
Исак Паси е автор на повече от 40 книги. Негово дело като съставителство, обща научна редакция и коментари са над 80 тома със съчинения на велики майстори на духа от цялата човешка история – от античността до XX век. Основоположник е на книгоиздателските поредици „Естетика и изкуствознание“ (изд. „Наука и изкуство“), „Философско-есеистична библиотека“ (изд. „Георги Бакалов“, Варна), „Класическо наследство“ (Университетско издателство „Св. Климент Охридски“), „Философия и човек“ (изд. „Захарий Стоянов“) и др.
Благодарение на Исак Паси през годините става възможно в България да се появят съчинения на Цицерон и Хораций, Блез Паскал, Георг Кристоф Лихтенберг и Артур Шопенхауер, Фридрих Ницше и Густав Льобон, Дмитрий Мережковски и Анри Бергсон, Зигмунд Фройд и Карл Густав Юнг, Мигел де Унамуно и Хосе Ортега и Гасет, Лабрюйер и Вовнарг, Шамфор и Сьорен Киркегор, Йохан Хьойзинха и Владимир Соловьов, Лев Шестов и Николай Бердяев, Томас Ман и много други.

## Трудове

### Авторски книги
- „Трагичното“ (1963)
- „Философски литературни етюди“ (1968, 1981, 1987, 1993)
- Проблемата за ценностите //  Годишник на Софийския университет. Философско-исторически факултет. Книга 1 - Философия; Annuaire de l'Universite de Sofia. Faculte de philosophie et histoire. Livre 1 - Philosophie 62 (1).   1968. Посетен на 14 януари 2025.
- Смешното. 3.   София, Издателска къща „Труд“, 2001. Посетен на 14 януари 2025.
- Естетически студии.   София, Държавно издателство „Наука и изкуство“, 1970. Посетен на 14 януари 2025.
- „Томас Ман“ (1975, 2008)
- Естетиката на Кант.   София, Държавно издателство „Наука и изкуство“, 1976. Посетен на 14 януари 2025.
- „Френски моралисти – Монтен, Паскал, Ларошфуко, Лабрюйер“ (1978)
- „Есета“ (1981, 1987, 1993)
- „Немска класическа естетика“ (1982, 1985, 1991)
- Метафората. 4.   София, Издателска къща „Труд“, 2001. Посетен на 14 януари 2025.
- „Естетика на немския романтизъм“ (1984) (сборник)
- При изворите на модерната естетика.   София, Университетско издателство „Свети Климент Охридски“, 1987. Посетен на 14 януари 2025.
- Проблеми, хора, спомени: есета. 1.   София, Университетско издателство „Свети Климент Охридски“, 1992. Посетен на 14 януари 2025.
- „Автобиографични есета“ (1994, 1997, 2002)
- „Към философията на живота. Осем философски портрета“ – Шопенхауер, Киркегор, Ницше, Фройд, Унамуно, Ортега-и-Гасет, Шестов, Бердяев (1994)
- „Биография на духа“ (1994, 2000, 2004, 2005, 2007)
- Мислители и мисли. 2.   София, Университетско издателство „Свети Климент Охридски“, 1998. Посетен на 14 януари 2025.
- „Руски мислители“ (1996, 2000)
- „Фридрих Ницше“ (1996)
- „Артур Шопенхауер“ (1998)
- „Сьорен Киркегор“ (1998)
- Човек и хора.   София, Издателство „Балкани“, 1998. Посетен на 13 януари 2025.
- „Фрагменти. Миниатюри. Пътувания“ (1998)
- „Съвременна испанска философия: Мигел де Унамуно и Трагедията на човека; Хосе Ортега-и-Гасет и Социологията на нашия век“ (1999)
- „Философски миниатюри и фрагменти“ (2000)
- „Ралф Уолдо Емерсън“ (2000)
- „Шопенхауер, Киркегор, Ницше“ (2001)
- „Николай Бердяев. Опит за философски портрет“ (2001)

- „Избрани произведения в 6 тома“ (2003-2004)

Т. 1: „Френски моралисти“
„Руски мислители“
„Съвременна испанска философия“
Т. 2: „Мислители и мисли“
„Ралф Уолдо Емерсън“
„Николай Бердяев“
Т. 3: „Философски портрети, миниатюри и фрагменти“
Т. 4: „Немска класическа естетика – Баумгартен, Винкелман, Лесинг, Кант, Хердер, Гьоте, Шилер, Ф. Шлегел, Шелинг, Хегел, Маркс“
Т. 5: „Артур Шопенхауер“
„Сьорен Киркегор“
„Фридрих Ницше“
„Томас Ман“
Т. 6: „Философски литературни етюди“
„Смешното“
„Метафората“
„Десет нови философски етюда“
- Човек не само с разум живее: Десет етюда върху европейския ирационализъм.   София, Издателска къща „Труд“, 2006. Посетен на 13 януари 2025.
- Мотиви на човешкото поведение: 60 социално-психологически етюда.   София, Фондация Ком, 2006. Посетен на 13 януари 2025.
- „Френски мислители“ (2007)
- „Философски портрети“ (2007)
- Биография на духа: автобиографични есета и други статии.   София, Издателство „Захари Стоянов“ и Университетско издателство „Свети Климент Охридски“, 2008. Посетен на 13 януари 2025.
- Философски портрети, миниатюри и фрагменти.   София, Фондация Ком, 2008. Посетен на 13 януари 2025.
- Философски послания.   София, Издателство „Захари Стоянов“, 2008. Посетен на 13 януари 2025.
- Автобиография. 2-ро.   София, Издателство „Захари Стоянов“, 2013. Посетен на 14 януари 2025.

### Книги в съставителство и редакция
Библиотека Естетика и изкуствознание – Изд. „Наука и изкуство“, София
- За красотата и изкуството. Фрагменти из историята на западноевропейската естетика от Ренесанса до Романтизма XV-XIX в. (1966, 1975). 358 с., Прев. Здравка Петракиева и др.
- Ман, Томас, Литературна есеистика (1978). 2 тома. 478 с., 708 с., Прев. Страшимир Джамджиев
- Гьоте за литературата (1979). 2 тома. 520 с., 710 с., Прев. Страшимир Джамджиев
- Естетика на немския романтизъм (1984). 572 с., Прев. Харитина Костова-Добрева
- Хердер, Естетически студии и статии (1985). 588 с., Прев. Иван Атанасов

Библиотека Класическо наследство – Унив. изд. „Св. Климент Охридски“, София
- Фройд, Зигмунд, Естетика, изкуство, литература (1991). 608 с., Прев. Харитина Костова-Добрева
- Шопенхауер, Артур, Афоризми за житейската мъдрост (1991). 196 с., Прев. Красимира Михайлова
- Ницше, Фридрих, Несвоевременни размишления (1992). 304 с., Прев. Харитина Костова-Добрева
- Шестов, Лев, Достоевски и Ницше; Киркегор и екзистенциалната философия (1993). 425 с., Прев. Недялка Видева
- Ортега-и-Гасет, Хосе, Бунтът на масите. Есета в два тома (1993)

Т. 1. 1906-1925. 583 с., Прев. Албена Шишкова и др.
Т. 2. 1926-1953. 409 с., Прев. Албена Шишкова и др.
- Киркегор, Сьорен, Върху понятието за ирония. С постоянно позоваване на Сократ  (1993). 316 с., Прев. Стефан Начев
- Ницше, Фридрих, Веселата наука („La gaya scienza“), Прев. Харитина Костова-Добрева; Песни на принц Фогелфрай, Прев. Ренета Килева-Стаменова. (1994). 264 с.
- Толстой, Лев, Що е изкуство? (1994). 271 с., Прев. Лидия Денкова
- Льобон, Густав, Психология на тълпите (1995). 148 с., Прев. Христо Гутев
- Бергсон, Анри, Творческата еволюция (1996), Прев. Христо Гутев
- Ницше, Фридрих Вилхелм, Зазоряване (1997). 310 с., Прев. Ерика Лазарова
- Шопенхауер, Артур, Светът като воля и представа. Том I. (1997). 716 с., Прев. Харитина Костова-Добрева

Поредица Философия и човек – Изд. „Захарий Стоянов“, София
- Шопенхауер, Артур, Светът като воля и представа. Том II. (2000). 832 с., Прев. Харитина Костова-Добрева
- Ницше, Фридрих Вилхелм. Съчинения в 6 тома:

Т. 1. Раждането на трагедията; Несвоевременни размишления: Давид Щраус – изповядващият се писател; За ползата и вредата от историята за живота; Шопенхауер като възпитател; Рихард Вагнер в Байройт (2001). 696 с., Прев. Харитина Костова-Добрева
Т. 2. Човешко, твърде човешко. Книга за свободните духове; Странникът и неговата сянка; Гордата самота като пристан и призвание (2006). 277 с., Прев. Ерика Лазарова
Т. 3. Зазоряване; Веселата наука (2002). 615 с., Прев. Ерика Лазарова, Харитина Костова-Добрева
Т. 4. Тъй рече Заратустра. Книга за всички и никого (2003). 308 с., Прев. Мара Белчева
Т. 5. Отвъд доброто и злото; Към генеалогията на морала (2002). 374 с., Прев. Ренета Килева-Стаменова
Т. 6. Случаят Вагнер; Залезът на кумирите; Ницше contra Вагнер; Антихрист; Ессе Homo (2004). 390 с., Прев. Харитина Костова-Добрева и др.

## Отличия
- През 2003 г. проф. Паси е удостоен с орден „Стара планина“ – първа степен „за фундаменталния му принос в областта на българската философия, естетика и културология, за заслуги към Република България и по повод 75 години от рождението му.“
- През 2008 г. с указ на президента на Република България проф. д-р Исак Паси е удостоен с орден „„Св. св. Кирил и Методий““ – огърлие „за особено значимите му заслуги за развитието на българската философия, естетика и културология и по случай 80-годишнината му.“ [6][7]
- На 19 март 2008 г. при специална церемония в Зала 1 ректорът на СУ проф. Иван Илчев връчва на проф. Исак Паси най-престижното академично отличие „Почетен знак на Софийския университет с огърлица“. [8]
- На 4 април 2008 г. председателят на ОЕБ „Шалом“ Максим Бенвенисти удостоява философа професор Исак Паси и музиканта професор Милчо Левиев с наградата „Шофар“. [9]